# Kulebaki
Kulebaki – miasto w Rosji, w obwodzie niżnonowogrodzkim. W 2010 roku liczyło 35 759 mieszkańców.